# Burbuja Loop I

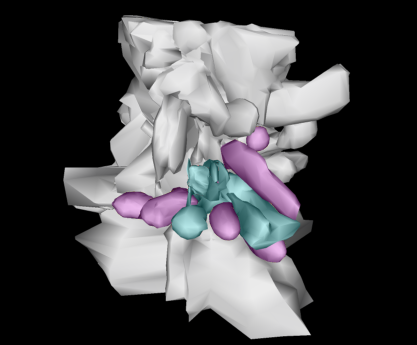
Representación de la Burbuja Local (blanco), Nubes Moleculares (rosa) y la Burbuja Loop I (cian).

La Burbuja Loop I es una cavidad en el medio interestelar (interstellar medium - ISM) del brazo de Orión en la Vía Láctea. Desde el punto de vista de nuestro Sol, está ubicado en el Centro Galáctico de la Vía Láctea. Dos túneles conspicuos [??] conectan la Burbuja Local con la cavidad de la Burbuja Loop I (el Túnel Lupus). La Burbuja Loop I es un superburbuja.
Se encuentra a una distancia aproximada de 100 parsecs, o 330 años luz del Sol. Se generó por supernovas y vientos estelares desarrollados en la Asociación Scorpius-Centaurus, que está a unos 500 años luz del Sol. Contiene la estrella Antares (también conocida como Alpha Scorpii). Varios túneles conectan las cavidades de la Burbuja Local con la Burbuja Loop I, llamados "Túnel Lupus".